# Schefflera ferruginea
Schefflera ferruginea är en araliaväxtart som först beskrevs av Carl Ludwig von Willdenow och Schult., och fick sitt nu gällande namn av Hermann August Theodor Harms. Schefflera ferruginea ingår i släktet Schefflera och familjen araliaväxter. Inga underarter finns listade.